# Шмалій Юрій Семенович
Ю́рій Семе́нович Шмалі́й — український науковець, доктор технічних наук, професор Нью-Йоркського університету, член французької академії наук, Державного комітету по присудженню Державних премій України в галузі науки і техніки.

## З життєпису
Випускник кафедри фізики та радіоелектроніки, Харківський національний університет Повітряних Сил імені Івана Кожедуба.
1991 року захистив докторську дисертацію — «Стабілізація частоти прецизійних кварцових генераторів на основі природної нерівномірності динамічних модуляційних характеристик».
Станом на 1999 рік — професор кафедри приймальних та передаючих пристроїв ХВУ.

### Серед робіт
- «Вплив межі електрода на власні коливання п'єзоелектричних резонаторів», співавтори — К. Вейсс, Є. А. Ганенко, Т. В. Ємельянова, С. С. Недорезов, В. Є. Пустоваров, 2000
- «Вплив форми електрода на частотний спектр анізотропних п'єзоелектричних резонаторів», співавтори Є. А. Ганенко, Т. В. Ємельянова, С. С. Недорезов, В. Є. Пустоваров, 2001
- «Локалізовані коливання анізотропних п'єзоелектричних резонаторів», співавтори — Є. А. Ганенко, Т. В. Ємельянова, С. С. Недорезов, 1999

### Серед патентів
- «Спосіб стабілізації частоти кварцового генератору», 1998
- «Спосіб вимірювання нестабільностей частоти кварцового генератору», 1998
- «Кварцевий генератор», 1997, співавтори — Василенко Анатолій Сергійович, Василенко Сергій Анатолійович, Пустоваров Володимир Євгенович.